# Élections locales écossaises de 2007 à Glasgow City
Pour un article plus général, voir Élections locales écossaises de 2007.

Les élections locales écossaises de 2007 à Glasgow City se sont tenues le 3 mai 2007.

## Composition du conseil
Majorité absolue : 40 sièges
| Parti               | Sièges  |
| ------------------- | ------- |
| Travailliste        | 45 / 79 |
| SNP                 | 22 / 79 |
| Libéraux-démocrates | 5 / 79  |
| Vert                | 5 / 79  |
| Conservateur        | 1 / 79  |
| Solidarité          | 1 / 79  |